# Scott Stadium
El Scott Stadium más formalmente llamado Carl Smith Center, Home of David A. Harrison III Field at Scott Stadium es un estadio de fútbol americano universitario propiedad de la Universidad de Virginia ubicado en Charlottesville, Virginia, fue inaugurado en 1931, tiene una capacidad para albergar a 61 500 aficionados cómodamente sentados, su equipo local son los Virginia Cavaliers pertenecientes a la Atlantic Coast Conference de la National Collegiate Athletic Association.